# Jaca
Jaca ['xaka] (aragonesisch Chaca) ist eine nordspanische Stadt und eine Gemeinde (municipio) mit 13.883 Einwohnern (Stand: 2024) in der Provinz Huesca in der Autonomen Region Aragonien. Sie ist der Hauptort der Comarca Jacetania, die im Nordwesten der Region Aragonien viele kleine Gemeinden zusammenfasst.

## Lage und Klima
Die ca. 820 m hoch gelegene Stadt Jaca liegt am Río Aragón am Südrand der Pyrenäen etwa 20 km (Luftlinie) südlich der Grenze zu Frankreich. Die Großstädte Pamplona und Saragossa befinden sich etwa 110 km nordwestlich bzw. 140 km südlich. Das Klima ist gemäßigt bis warm; Regen (ca. 900 mm/Jahr) fällt überwiegend in den Wintermonaten.
Ein kleiner Teil (geschätzt 2–4 % der Fläche) des Gemeindegebiets (mit) Astún liegt als Exklave 25 km nördlich des zusammenhängenden Hauptteils der Gemeinde. Astún liegt im Bereich der Quelle des Río Aragón, wesentlich höher als 820 m, an der Grenze zu Frankreich nahe dem Hauptkamm der Pyrenäen und ist ein Winterskigebiet.

## Bevölkerungsentwicklung
| Jahr      | 1857  | 1900  | 1950  | 2000   | 2021   |
| Einwohner | 3.720 | 4.934 | 9.035 | 11.414 | 13.344 |

Die stetige Zunahme der Bevölkerung ist bedingt durch die Mechanisierung der Landwirtschaft, die Aufgabe bäuerlicher Kleinbetriebe („Höfesterben“) und dem daraus entstandenen Mangel an Arbeitsplätzen auf dem Lande („Landflucht“).

## Wirtschaft
Jaca ist schon seit langem wirtschaftliches und kulturelles Zentrum einer Vielzahl von Dörfern. Im 11. Jahrhundert wurde der früher weiter nordwestlich verlaufende Jakobsweg umgeleitet, was der Stadt einen wirtschaftlichen Aufschwung brachte. Die Stadt ist der geplante östliche Endpunkt der Autovía A-21 von Pamplona nach Jaca, die jedoch noch nicht ganz fertiggestellt ist. Außerdem liegt die Stadt an der Bahnstrecke Saragossa–Canfranc, die bis zum Jahr 1970 weiter in die französische Stadt Pau führte.

## Geschichte
Die Ursprünge Jacas liegen im Dunkeln, sind aber verbunden mit den Iaccetani, die der griechische Historiker und Geograph Strabon als eine der bedeutendsten der vielen Volksgruppen im Ebro-Becken erwähnt. Er fügt hinzu, dass ihr Gebiet Schauplatz der Kämpfe zwischen Sertorius und Pompeius im 1. Jahrhundert v. Chr. gewesen sei. Maurische Autoren erwähnen Dyaka als einen der wichtigsten Orte in der Sarkosta-Provinz (um Saragossa), doch konnte die Stadt und ihr Umland von den Mauren nie bezwungen werden. Als im Jahr 760 n. Chr. der maurische Statthalter Huescas einen Angriff auf die Stadt unternahm, wurde er in der Schlacht am Río Aragón durch die Soldaten König Iñigos und des Grafen Aznar Galíndez zurückgeschlagen.
Im Jahr 824 n. Chr. wurde die Grafschaft Aragón gegründet, die im 10. Jahrhundert dem Königreich Pamplona zugeschlagen wurde. Nach dem Tod Sanchos III. von Navarra im Jahr 1035 stieg Aragón jedoch zum selbständigen Königreich auf und Jaca wurde dessen Hauptstadt. Dadurch bildet die Jacetania den historischen Kern Aragoniens.
Ramiro I., seit 1035 der erste König Aragoniens, erhob es zur Stadt und hielt hier ein Konzil ab. Ab dem Jahr 1063 ließ er eine von Papst Nikolaus II. genehmigte Kathedrale, die heute als erste und wichtigste romanische Kathedrale am spanischen Jakobsweg (Camino Francés) betrachtet wird. Jaca wurde daraufhin bis zur Rückeroberung (reconquista) Huescas unter Peter I. von Aragón im November 1096 Sitz der Bischöfe von Huesca. In dieser Zeit war Jaca auch Hauptstadt Aragoniens. Endgültig Bischofssitz der Römisch-Katholischen Kirche wurde die Stadt im Jahr 1572, basierend auf einer Bulle von Papst Pius V. vom 18. Juli 1571. Das Bistum Jaca gehört zur Kirchenprovinz Saragossa.
Der Ausbruch der Pest und andere Ereignisse des ausgehenden Mittelalters rissen Jaca in eine Krise, die erst durch die Intervention Ferdinands II. (reg. 1474–1516) überwunden werden konnten, indem er die spanische Staatseinheit schuf, der auch Jaca angehörte. Da Ferdinand und seine Frau Isabella I. von Kastilien jedoch rigoros gegen Andersgläubige (Juden, Moslems) und Ausländer vorgingen, verlor die Stadt auch einen großen Teil wirtschaftlich und kulturell bedeutender Bevölkerung.
Jaca begann ein strategischer Ort zu werden, von dem aus man sich gegen eine mögliche französische (Hugenotten-)Invasion hätte verteidigen können. Aus diesem Grund ordnete Philipp II. (reg. 1556–1598) den Bau verschiedener Festungen in den Pyrenäen an, unter denen sich die Zitadelle von Jaca (Bauauftrag im Jahre 1595) besonders hervortut. Der Bau wurde erst unter Philipp III. (reg. 1598–1621) beendet.
Der eigentliche Zweck der Befestigungsanlage war der Schutz der Grenze vor den Angriffen französischer Truppen, obwohl paradoxerweise ihre einzige Verwicklung in einen militärischen Konflikt im Rahmen des Unabhängigkeitskrieges erfolgte und die Festung dabei vom französischen Heer besetzt war und von den spanischen Truppen belagert wurde.
Anfang des 20. Jahrhunderts begann Jaca stark zu wachsen; im Jahr 1914 wurden die mittelalterlichen Stadtmauern abgerissen und die Stadterweiterung umgesetzt. Die Entwicklung der Stadt verlief eher unauffällig, doch im Dezember 1930 gewann Jaca erneut die Aufmerksamkeit Spaniens: Ein Aufstand in der Garnison von Jaca, die die Abschaffung der Monarchie und eine demokratische Republik verlangte, konnte nur mit einigen Schwierigkeiten niedergeschlagen werden.

## Sehenswürdigkeiten
- Romanische Kathedrale San Pedro

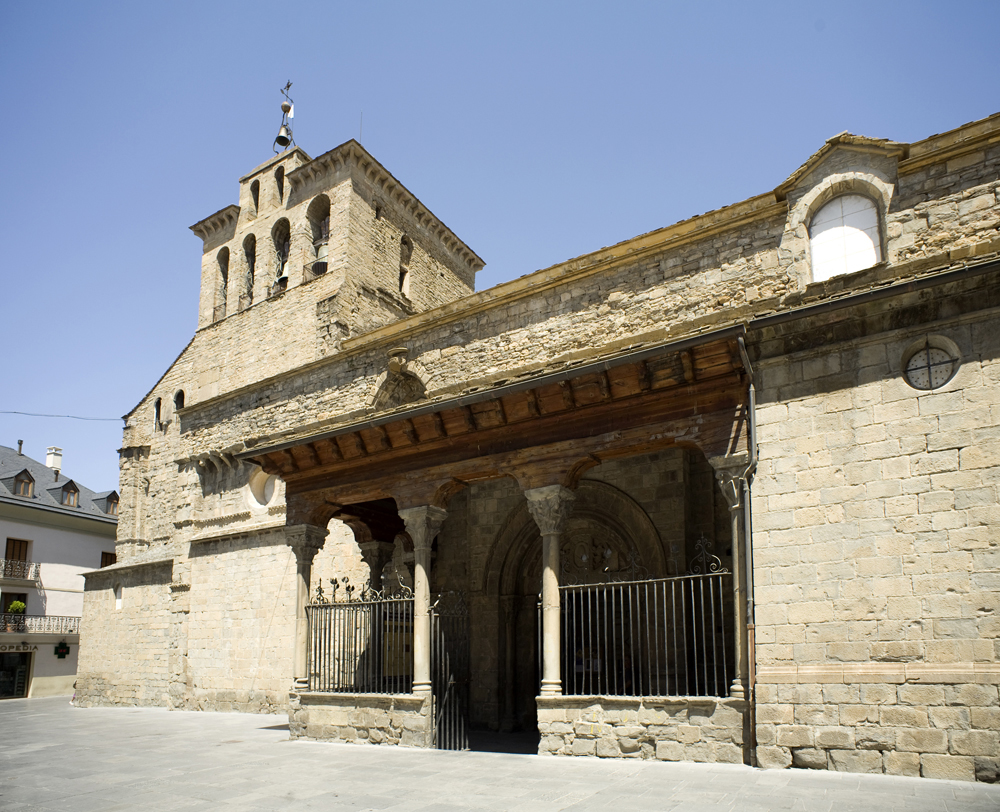
Kathedrale von Jaca

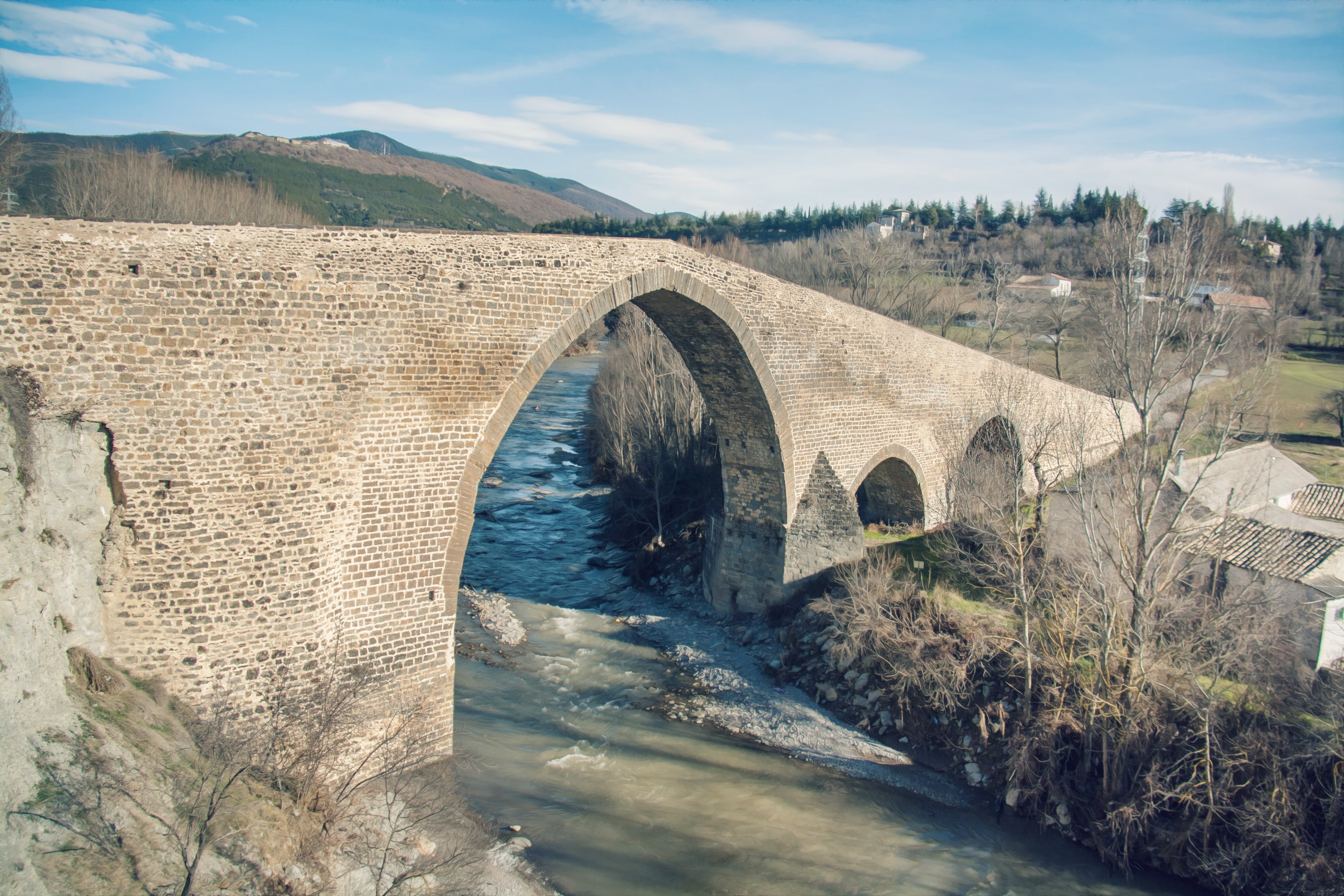
Puente de San Miguel

- Zitadelle Castillo de San Pedro aus dem Jahr 1592
- Diözesanmuseum (Museo Diocesano de Jaca)
- Michaelsbrücke (Puente de San Miguel)
- Historischer Glockenturm von 1440 (La Torre del Reloj)
- Festung von Rapitán (El Fuerte de Rapitán)[7]

Umgebung
- Kloster San Juan de la Peña in 22 km Entfernung

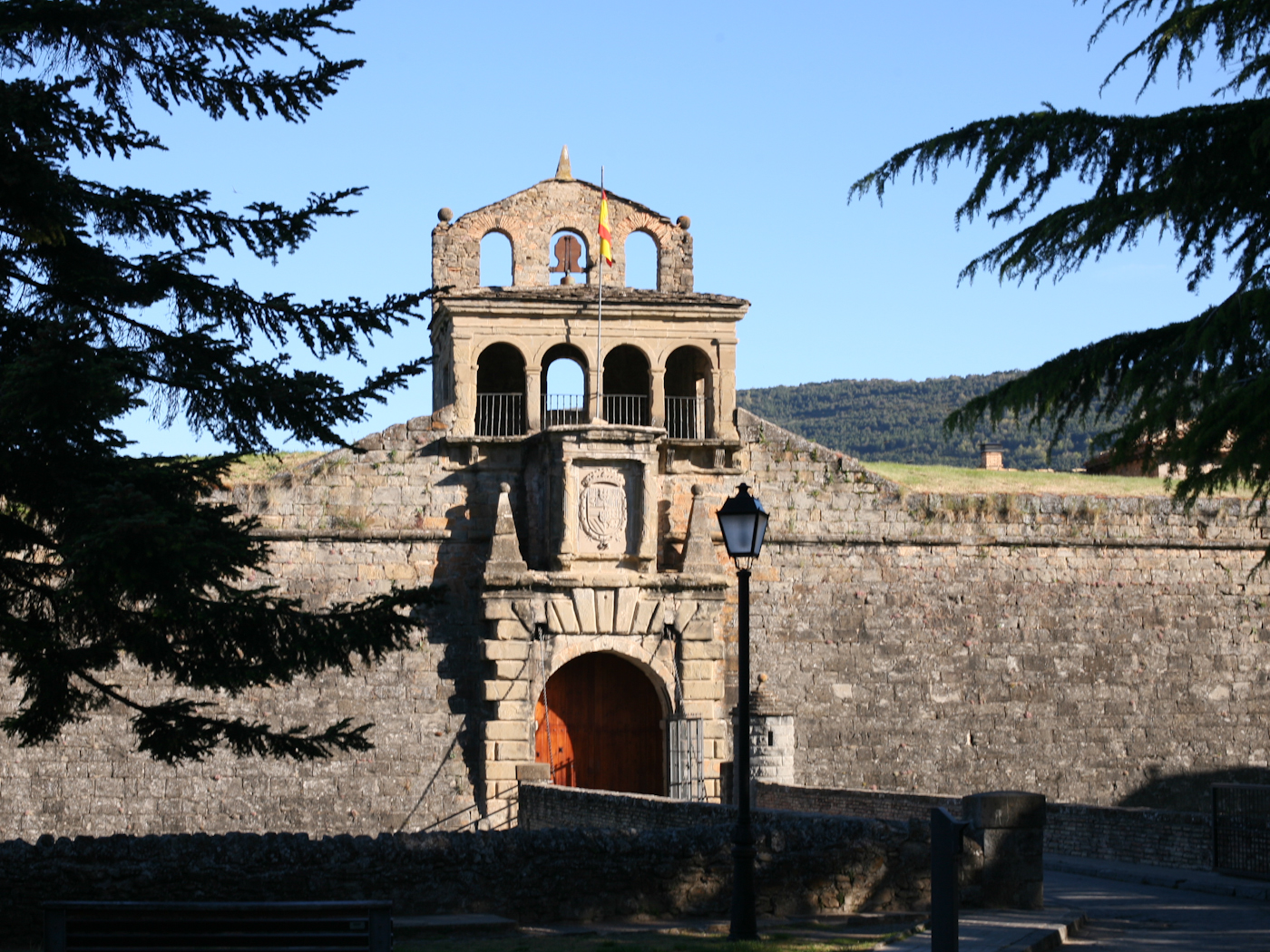
Eingang zur Zitadelle
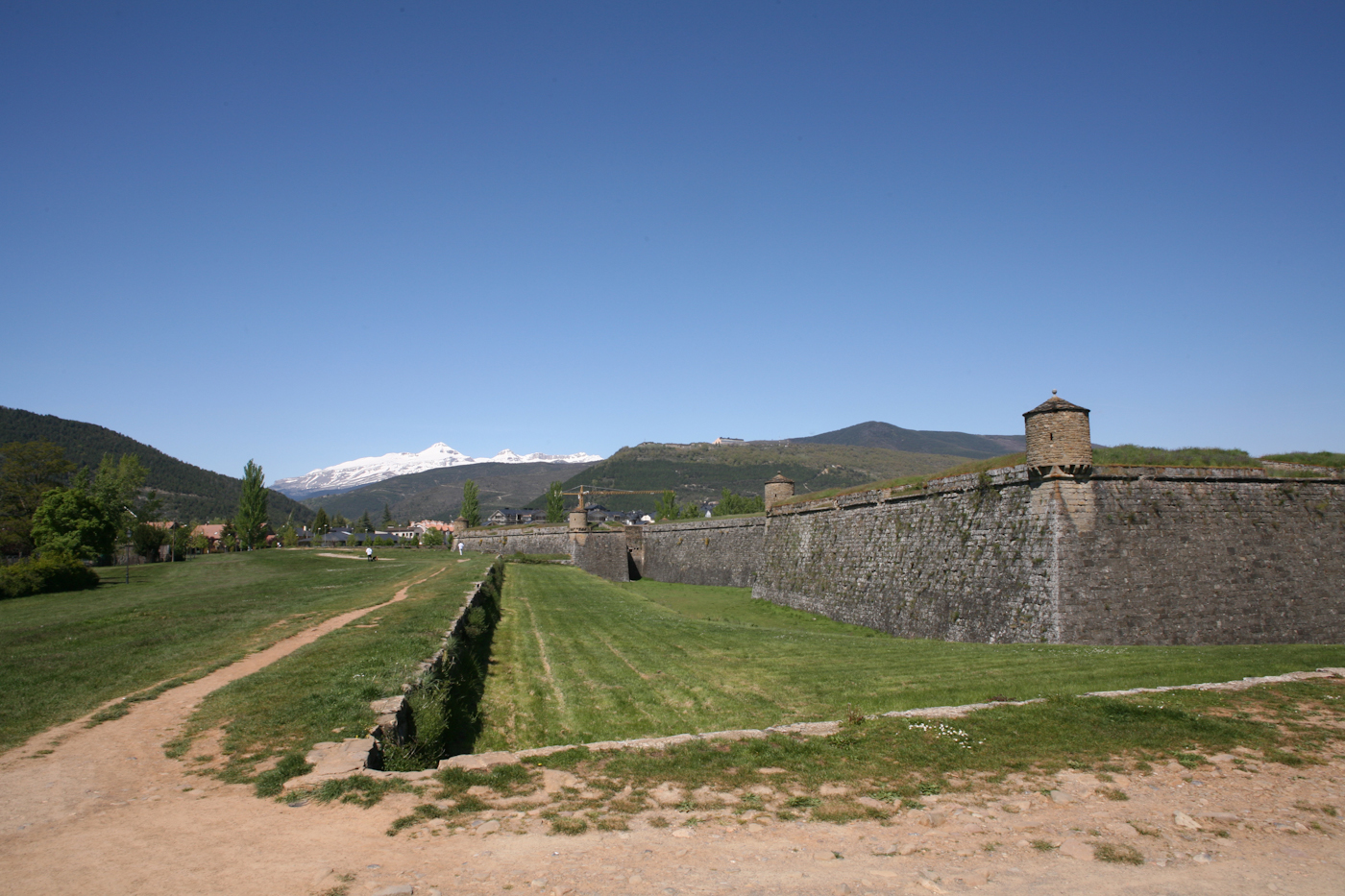
Festung von außen
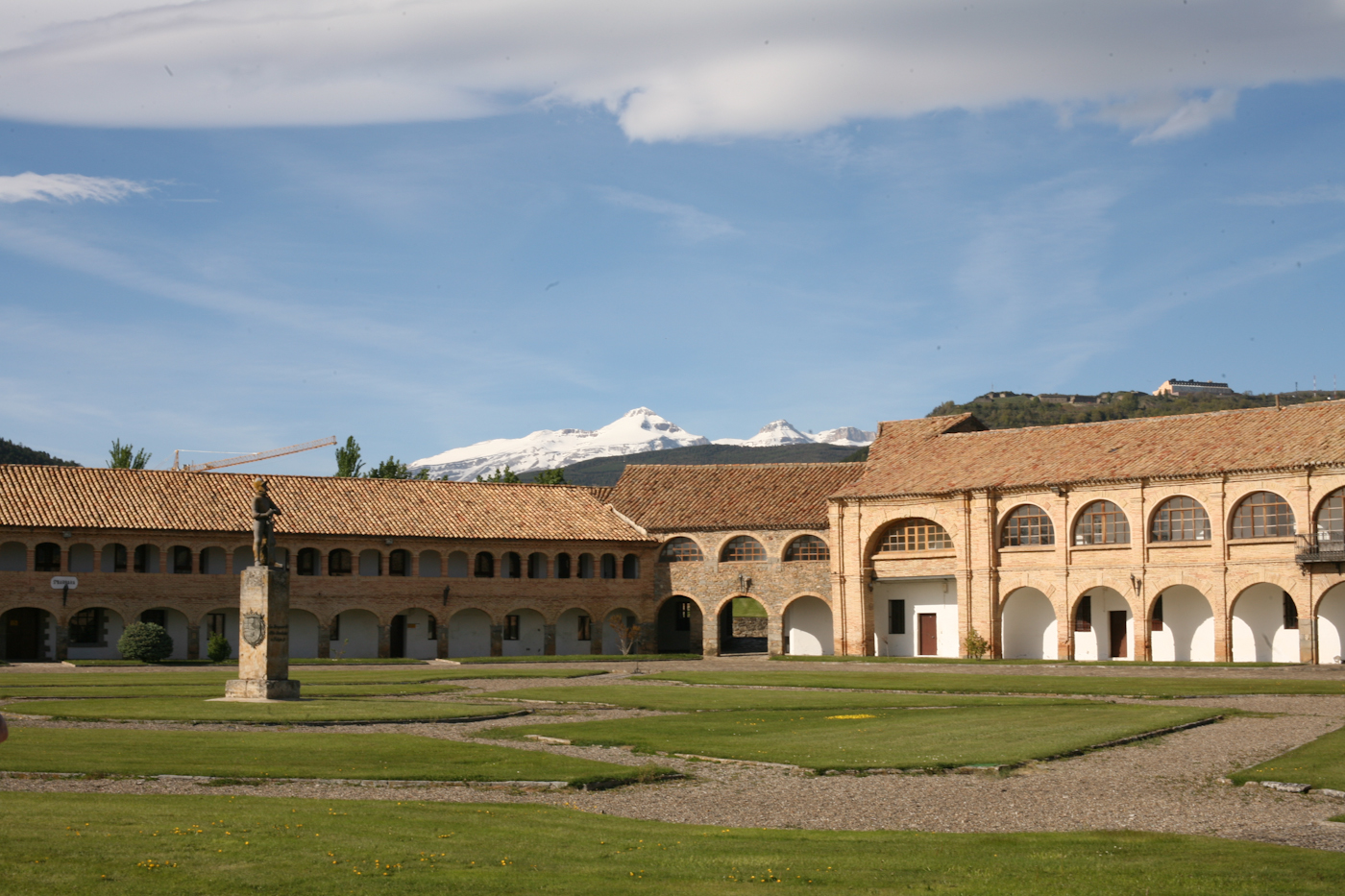
Festung von innen
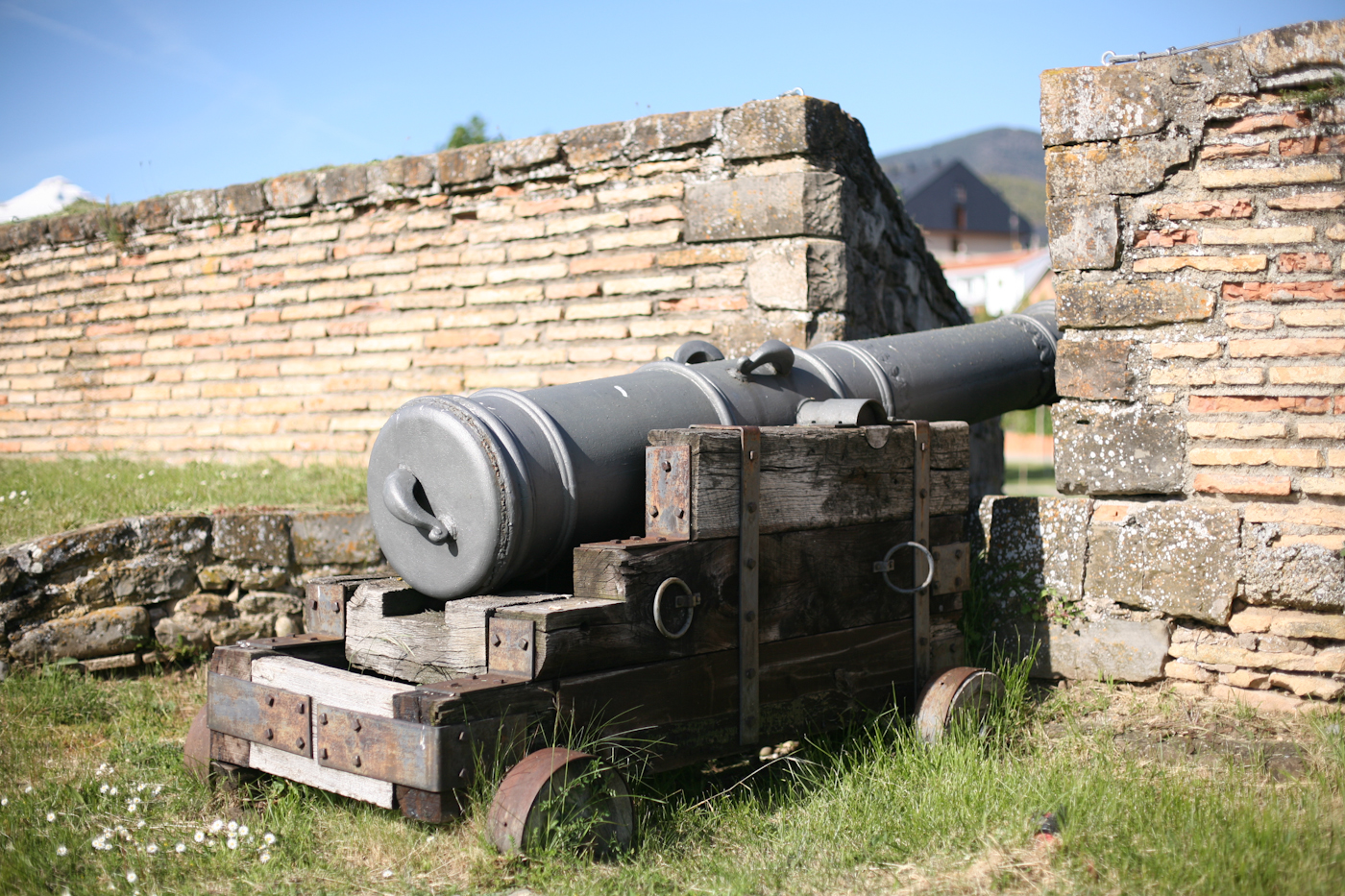
Kanone in der Festung

## Sport
Jaca, das in kurzer Entfernung zu verschiedenen Wintersportstationen wie Astún und Candanchú liegt, bemühte sich um die Austragung der Olympischen Winterspiele 1998, 2002, 2010 und 2014. Die Bewerbungen waren jedoch allesamt erfolglos. Mit dem Eishockeyverein CH Jaca, der mit vierzehn gewonnenen Meisterschaften und sechzehn Pokalsiegen spanischer Rekordmeister ist, gehört die Stadt zu den Hochburgen dieser Sportart in Spanien.
Jaca war Zielort der 11. Etappe der Tour de France 1991 sowie acht Mal bei der Spanienrundfahrt, letztmals bei der 6. Etappe der Spanienrundfahrt 2012. Die Winter-Universiaden 1981 und 1995 fanden in Jaca statt.

## Städtepartnerschaften
- Almería in Andalusien, Spanien
- Elche in der Region Valencia, Spanien
- Oloron-Sainte-Marie in Aquitanien, Frankreich

## Söhne und Töchter der Stadt
- Hl. Eurosia (um 800)
- Pedro Abarca (1619–1697), Theologe und Historiker
- Jean-Joseph de Laborde (1724–1794), französischer Unternehmer und Bankier
- Franz Xaver Joseph de Lusignan (1753–1832), österreichischer Offizier
- Carlos Pauner (* 1964), Bergsteiger
- Melchor Sánchez de Toca y Alameda (* 1966), römisch-katholischer Geistlicher
- María José Pueyo (* 1970), Marathonläuferin
- Juan José Palacín (* 1975), Eishockeyspieler
- José Luis Alonso (* 1976), Eishockeytorwart
- José Antonio Biec (* 1977), Eishockeyspieler
- Diego Ruiz (* 1977), Skilangläufer
- Iván Gracia (* 1984), Eishockeyspieler
- Desiderio Pérez (* 1986), Eishockeyspieler
- Pablo Muñoz (* 1987), Eishockeyspieler
- Carlos Santanatalia (* 1988), Eishockeyspieler
- Juan Muñoz (* 1990), Eishockeyspieler
- Adrián Betran (* 1990), Eishockeyspieler
- Alejandro Hernández (* 1991), Eishockeyspieler
- Ander Alcaine (* 1991), Eishockeytorwart
- Pablo Puyuelo (* 1993), Eishockeyspieler
- Adrián Ubieto (* 1993), Eishockeyspieler
- Alejandro Carbonell (* 1994), Eishockeyspieler
- Carlos Rivero (* 1994), Eishockeyspieler
- Gastón González (* 1995), Eishockeyspieler
- Pablo Pantoja (* 1996), Eishockeyspieler
- Bruno Baldris (* 1998), Eishockeyspieler
- Jaime Capillas (* 2001), Eishockeyspieler
- Pablo Castrillo (* 2001), Radrennfahrer